# Лалла Карлсен
Лалла Карлсен (норв. Lalla Carlsen, настоящее имя Haralda Petrea Christensen, 17 августа 1889 — 23 марта 1967) — норвежская певица (сопрано) и актриса. Её относят к легендарным артисткам стиля ревю в Норвегии.

## Биография
Харальда Кристенсен родилась в Свельвике в 1889 г. Она была дочерью корабельного мастера Карла Альфреда Кристенсена и Лауры Нильссон. Когда ей исполнилось 10 лет, семья переехала в Кристианию (ныне Осло).
C 1909 по 1913 гг. она училась пению в музыкальной консерватории (Musikkonservatoriet i Oslo). Её дебют состоялся в музыкальной комедии Høstmanøver в 1914 г., а с 1915 по 1947 гг. она выступала в известном кабаре «Чёрная кошка» (Chat Noir), а также появлялась в ревю на сценах Casino и Carl Johan Teatret. В 1917 г. она вышла замуж за композитора и капельмейстера Карстена Карлсена и взяла себе сценический псевдоним Лалла Карлсен. Её муж тоже работал в этом кабаре и аккомпанировал жене во время её выступлений.
Успех пришёл к Лалле в 1925 г. после её исполнения песни Пера Квиста Å blei d’a dei (din blei)? в ревю Summetonen.
Лайла также снималась в фильмах, начиная с немого Den glade enke i Trangvik в 1927 г. Она также выступила певицей в фильме Lalla vinner (1932 г.). С 1928 по 1931 гг. она записала 40 песен и скетчей. Во время Второй мировой войны Лалла работала в Carl Johan Teatret, к нескольким её песням музыку написал Карстен Карлсен. Её исполнение песни Финна Бё и Арильда Фельдборга Norge i rødt, hvitt og blått («Норвегия в красном, белом и синем»), ставшей национальной песней Норвегии, было встречено с восторгом.
После окончания войны до 1967 г. Лалла снялась в около двадцати фильмов на второстепенных ролях. Она выступала для радио, телевидения, в ревю-театрах Edderkoppen Theatre и Chat Noir, а также в традиционных театрах: в пьесе Юджина О’Нила Skjønne ungdom в Rogaland Teater (Ставангер), играла Селию Пичем в адаптации пьесы «Трёхгрошовая опера» в Riksteatret, Озу в «Пер Гюнт», играла в пьесе О’Нила Anna Christie.
Похоронена на Западном кладбище Осло.

## Фильмография
- Den glade enke i Trangvik (1927)
- Lalla vinner! (1932)
- Op med hodet! (1933)
- Sankt Hans fest (1947)
- Ukjent mann (1951)
- Исчезновение молодой леди / Ung frue forsvunnet (1953) — Йоханне Антонсен
- Brudebuketten (1953)
- Blodveien (1955)
- Bedre enn sitt rykte (1955)
- Kvinnens plass (1956)
- På solsiden (1956)
- I slik en natt (1958)
- Høysommer (1958)
- Hete septemberdager (1959)
- Støv på hjernen (1959)
- Millionær for en aften (1960)
- Sønner av Norge (1961)
- Автобус / Bussen (1961) — Клара Таллеруд, акушерка
- Tonny (1962)
- Freske fraspark (1963)
- Alle tiders kupp (1964)
- Hjelp — vi får leilighet! (1965)
- To på topp (1965)